# Adam Maj
Adam Maj (ur. 8 marca 1955 w Jordanowie) – polski fizyk jądrowy, profesor nauk fizycznych. Prowadzi badania eksperymentalne z zakresu struktury jąder atomowych i mechanizmów reakcji jądrowych. Jego główne zainteresowania naukowe to badanie gorących i szybko obracających się jąder atomowych, struktura jąder egzotycznych oraz nowatorskie układy do detekcji promieniowania gamma.

## Życiorys

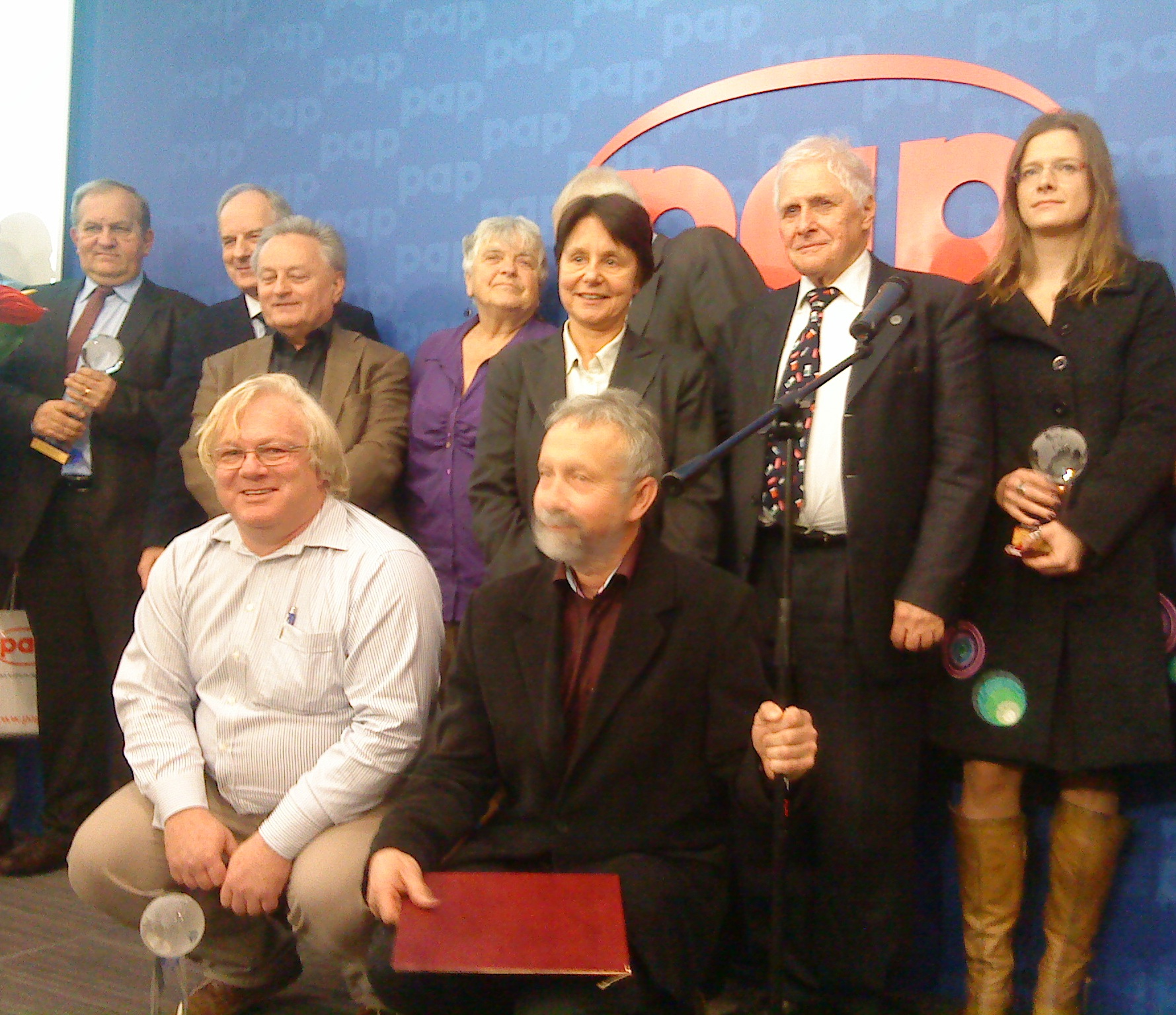
Adam Maj (po lewej) podczas X edycji konkursu „Popularyzator Nauki" w 2012

W 1974 uzyskał maturę w Liceum Ogólnokształcącym w Myślenicach. W 1979 ukończył studia z zakresu fizyki na Wydziale Matematyki, Fizyki i Chemii Uniwersytetu Jagiellońskiego w Krakowie, uzyskując tytuł magistra nauk matematyczno-przyrodniczych i rozpoczął pracę w Instytucie Fizyki Jądrowej imienia Henryka Niewodniczańskiego Polskiej Akademii Nauk (IFJ) w Krakowie.
W latach 1982–1984 przebywał w Instytucie Hahn-Meitner w Berlinie Zachodnim. W 1988 obronił pracę doktorską w Instytucie Fizyki Jądrowej w Krakowie. W latach 1989–1990 przebywał w Instytucie Nielsa Bohra w Kopenhadze jako „post-doc”, zaś w 1996 – jako profesor wizytujący. W 2001 uzyskał stopień doktora habilitowanego, a w 2006 – tytuł naukowy profesora.
Jest profesorem zwyczajnym w Instytucie Fizyki Jądrowej PAN, w latach 2011-2016 był dyrektorem naukowym tego instytutu, a wcześniej był kierownikiem Oddziału Fizyki Jądrowej i Oddziaływań Silnych. Ponadto pełni funkcję Członka Rady Naukowej Instytutu Fizyki Jądrowej PAN w Krakowie, Rady Naukowej Środowiskowego Laboratorium Ciężkich Jonów Uniwersytetu Warszawskiego, oraz Rady Naukowej GANIL w Caen, we Francji. Jest członkiem Komitetu Koordynującego Europejską Fizykę Jądrową (NUPECC) a także członkiem wielu innych polskich i zagranicznych specjalistycznych Komitetów Naukowych. Od 2017 roku został wybrany na przewodniczącego Sekcji Fizyki Jądrowej PTF.